# 解放者运动
解放者运动（法語：Mouvement Libérateur）是毛里求斯的一个民主社会主义左翼政党，由律师兼政治家伊万·科伦达维卢于2014年创建。该党分裂自毛里求斯战斗运动，以抗议毛里求斯战斗运动领导人保罗·贝朗热与总理纳文钱德拉·拉姆古兰领导的工党结盟。在2014年大选中，该党赢得了7个席位，当选议员包括伊万·科伦达维卢、桑吉特·福达、阿尼尔·加扬、拉维·鲁特纳、安瓦尔·胡斯努、埃迪·博伊塞宗和图尔斯拉杰·贝尼丁。
该党是毛里求斯战斗运动领导的“毛里求斯联盟”的成员。该联盟在2019年11月的大选中获胜，随后上台执政。
科伦达维卢曾表示，他有意使该党重新并入毛里求斯战斗运动。